# سما نابلس
سما نابلس متنزه يقع في نابلس في مكان يتميز بموقعه المرتفع الممتد في الجزء العلوي الشمالي الغربي من جبل عيبال . تشتمل الحديقة على عدد من المرافق الحيوية مثل الكافتيريا والوحدات الصحية والجلسات العائلية. وقد ساهمت هذه الحديقة في تشغيل عدد من العمال ضمن مشاريع التشغيل وخلق فرص العمل بالتعاون مع وكالة الغوث وتشغيل اللاجئين، بينما تم تغطية تكاليف المواد من صندوق البلدية. وتبلغ مساحة الحديقة الكلية قرابة 50 دونماً، والمنفذ منها في المرحلة الأولى هو جزء من المشروع الكلي وتسعى البلدية لتحويل المنطقة إلى حديقة وطنية عامة نظراً لموقعها المتميز.